# 2D
2D či 2-D je zkratka výrazu „dvoudimenzionální“, „dvourozměrný“ a označuje svět, který je možné popsat dvěma rozměry; předměty ve dvourozměrném světě mají obsah a např. délku a šířku, avšak nemají objem. 2D obrazec je ten, jehož body se nacházejí v jedné rovině.
2D jsou hlavně základní geometrické tvary:
- čtverec
- obdélník
- kruh
- trojúhelník

Věda zabývající se zobrazením trojrozměrných objektů do dvojrozměrného prostoru se nazývá deskriptivní geometrie.